# Raymond Leppard
Raymond John Leppard (ur. 11 sierpnia 1927 w Londynie, zm. 22 października 2019 w Indianapolis) – brytyjski klawesynista i dyrygent.

## Życiorys
W latach 1948–1952 studiował grę na klawesynie i altówce na Uniwersytecie Cambridge, gdzie następnie od 1957 do 1967 roku wykładał. Jako dyrygent zadebiutował w Londynie w 1952 roku. W 1959 roku wystąpił po raz pierwszy w Covent Garden Theatre, prowadząc oratorium Samson G.F. Händla. Koncertował z English Chamber Orchestra, którą prowadził wykonując na klawesynie linię basso continuo. W latach 1973–1980 był pierwszym dyrygentem BBC Northern Symphony Orchestra. Współpracował z festiwalem operowym w Glyndebourne.
Od 1976 roku mieszkał na stałe w Stanach Zjednoczonych. W 1978 roku zadebiutował w Metropolitan Opera w Nowym Jorku, prowadząc operę Billy Budd Benjamina Brittena. Od 1984 do 1990 roku gościnnie prowadził St. Louis Symphony Orchestra. W latach 1987–2001 pełnił funkcję dyrektora muzycznego Indianapolis Symphony Orchestra. W 1990 roku poprowadził w Pałacu Buckingham koncert z okazji 90. rocznicy urodzin królowej matki Elżbiety Bowes-Lyon. Od 1994 roku był kompozytorem rezydentem University of Indianapolis.
W 1983 roku otrzymał tytuł komandora Orderu Imperium Brytyjskiego.

## Twórczość
Przyczynił się do odrodzenia zainteresowania muzyką Claudio Monteverdiego, przywrócił na sceny opracowane przez siebie opery kompozytora: Orfeusza (1965) i Powrót Ulissesa do ojczyzny (1972), a także opery Cavalliego: L’Ormindo (1967), La Calisto (1969), L’Egisto (1974) i L’Orione (1980). Jego działalność w tej mierze miała charakter pionierski, choć współcześnie opracowania Lepparda uznawane są za zbyt swobodne i zniekształcające pierwowzory. Wspólnie z English Chamber Orchestra dokonał nagrań płytowych utworów J.S. Bacha, Händla, Haydna i Mozarta. Był autorem pracy poświęconej praktyce wykonawczej, The Real Authenticity (wyd. Londyn 1988). 
Skomponował ścieżki dźwiękowe do filmów Władca much (1963), Alfred Wielki (1969), Śmiech w ciemnościach (1969), Perfect Friday (1970) i Hotel New Hampshire (1984).